# La Traya
La Traya är en ort i Mexiko.   Den ligger i kommunen Ixtapa och delstaten Chiapas, i den sydöstra delen av landet, 700 km öster om huvudstaden Mexico City. La Traya ligger 1 788 meter över havet och antalet invånare är 214.
Terrängen runt La Traya är huvudsakligen kuperad, men norrut är den bergig. Terrängen runt La Traya sluttar västerut. Runt La Traya är det ganska tätbefolkat, med 166 invånare per kvadratkilometer. Närmaste större samhälle är Bochil, 13,8 km nordväst om La Traya. I omgivningarna runt La Traya växer i huvudsak städsegrön lövskog.